# Tout mon cœur Veronika
Pour plus de détails, voir Fiche technique et Distribution.
Tout mon cœur… Veronika (Gruß und Kuß - Veronika) est un film allemand réalisé par Carl Boese, sorti en 1933.

## Fiche technique
- Titre original : Gruß und Kuß - Veronika
- Titre français : Tout mon cœur… Veronika ou Veronika[2]
- Réalisation : Carl Boese
- Scénario : Kurt Schwabach
- Photographie : Bruno Mondi
- Montage : Else Baum (en)
- Musique : Franz Waxman
- Pays de production :  République de Weimar
- Format : Noir et blanc - 1,37:1
- Genre : comédie
- Date de sortie : 
  - République de Weimar : 1933
  - France : 10 novembre 1933

## Distribution
- Franciska Gaal : Veronika
- Paul Hörbiger : Paul Rainer
- Otto Wallburg : Max Becker
- Hilde Hildebrand : Klara Becker
- Margarete Kupfer : Agathe Bolte
- Kurt Lilien (en) : Emil
- Olga Engl : Frau Zschoch
- Ehmi Bessel : Anita
- Erika Glässner (en) : Frau Scharmeister
- Arthur Bergen (en) : Sanitätsrat Scharmeister